# قطن ستورتي
قطن ستورتي أو وردة الصحراء ستورت (الاسم العلمي: Gossypium sturtianum)، هي شجيرة خشبية، ترتبط ارتباطًا وثيقًا بالقطن المزروع، وتوجد في معظم ولايات البر الرئيسي لأستراليا والإقليم الشمالي. وتُعرف أيضًا باسم وردة نهر دارلينج وشجيرة الورد القطنية والقطن الأسترالي.
تعيش هذه الشجيرة لقرابة عشر سنوات، حيث يبلغ نموها من 1 إلى 2 متر في الطول و 1 إلى 2 متر في العرض. يمكن أن يتراوح لون البتلات من اللون الوردي الباهت إلى البنفسجي الداكن إلى الكميت. تصطف البتلات الخمس بشكل دائري ولها مركز أحمر غامق. يمكن رؤيتها معظم أيام السنة ولكنها تصل إلى ذروتها في أواخر الشتاء. يصل قطرها إلى 12 سم. أوراقها لها درجات مختلفة من اللون الأخضر، مستديرة وذات رائحة قوية عند سحقها.
الاسم العلمي للنوع مُهدى لتشارلز ستورت، حيث كان أول أوروبي يرى هذي الورود في 1844-1845، وسميت باسمه. في عام 1947.